# Тейково
Те́йково — город (с 1918) в Ивановской области России, административный центр Тейковского района, в состав которого не входит, образует городской округ Тейково. Железнодорожная станция на линии Александров — Иваново. Население — 31 305 чел. (2021).
Известен как место базирования войск РВСН. Вблизи города дислоцированы межконтинентальные баллистические ракеты, в том числе «Тополь-М» и «Ярс».

## География
Город расположен на реке Вязьме (бассейн Оки), в 30 км от Иванова. Между основной территорией города и посёлком Грозилово протекает небольшая речка Пежа.
Основные районы:
- Центр (площадь Ленина, Октябрьская улица),
- посёлок имени Пчелина,
- район частного сектора между микрорайоном Красные Сосенки и Индустриальной улицей («Пьяный посёлок», названием обязан нетрадиционному расположению улиц),
- район частного сектора за ЦРБ и до посёлка Светлый («Салотопка» — во время Великой Отечественной войны на территории этого района находился мыловаренный завод),
- местечко Василёво (район Нижнего фабричного двора),
- посёлок Комсомольский (местечко Щапёнки на юго-восточной окраине города),
- микрорайон Красные Сосенки (военный городок),
- посёлок Грозилово (на выезде из города в сторону Иванова),
- посёлок имени Фрунзе (в районе вокзала, через железную дорогу).

## Этимология
По одной из версий, название имеет угро-финские корни. Согласно В. И. Далю, «тайка (тейка) — лесная деревня, лесное поселение, лесная, но обжитая глушь». Краевед Евгений Смолин полагает, что Тейково в 1608—1612 годах являлось временным местом пребывания поляков и связывает это название с польским архаичным словом «tekovo» — «текучее место». Согласно Е. М. Поспелову, название Тейково происходит от формы Тейка редкого женского имени Аргентея, упоминаемого в Словаре русских личных имён Н. А. Петровского.

## История
Впервые Тейково упоминается в жалованной грамоте 1538/39 года. 
Жалованная данная (поместная) и несудимая грамота в. кн. Ивана Васильевича Тимофею Никитину сыну Хметевского с детьми Владимиром, Иваном и Василием на дд. Желтиково, Саманово, Понкратово и др. с поч. в вол. Тейково Суздальского у.
Се аз, князь великий Иван Васильевич всея России, пожаловал есми Тимофея Никитина сына Хметевскаго да его детей Волотьку, да Иванька, да Васюка в Суздальском уезде в волости в Тейкове Студинскаго села деревнями, что было в поместье за Федором за Тубынским, деревнею Жолтиковою, деревнею Самановым, деревнею Панкратовым, деревнею Лесным, деревнею Загонцом, деревнею Доброхотовым, починком Сосновиком, деревнею Балиным, деревнею Воронковым, деревнею Ломовым, деревнею Токаревым, деревнею Собольцовым, деревнею Сосновцом, деревнею Подвязновым в поместье со всеми угодьи, что к тем деревням потягло. И кто у него в тех деревнях учнет жити людей, и наши наместницы суздальские и волостели и никто у них тех их людей не судят ни в чем, опричь душегубства и розбоя с поличным, а ведают и судят тех своих людей Тимофей с детьми сами во всем или кому прикажут. А случится суд смесный тем их людем с городскими людьми или с волостными, и наши наместницы и волостели3  у них тех их людей судят, а Тимофей с детьми или их прикащик с ними же судят, а присудом делят наполы. А кому будет чего искать на Тимофее и на его детях или на их прикащике, ино их сужу яз, князь великий, или мой боярин введенной.
На обороте сей грамоты написано тако:

Князь великий Иван Васильевич всея России.
Также село Тейково упоминается в писцовых книгах впервые в начале XVII века в связи с крестьянскими бунтами бунташного века (1613, 1618, 1651 годов). Село принадлежало князьям Прозоровским, которые выстроили в 1690-е гг. главную достопримечательность Тейкова — шатровый храм Ильи Пророка «иже под колоколы». Это последняя шатровая церковь, возведённая в Русском царстве.
В 1787 году московским купцом Иваном Петровичем Каретниковым была основана ткацкая фабрика. По данным на 1859 год, в селе Тейково проживало 1598 человек (251 двор, 4 церкви, 9 фабрик).

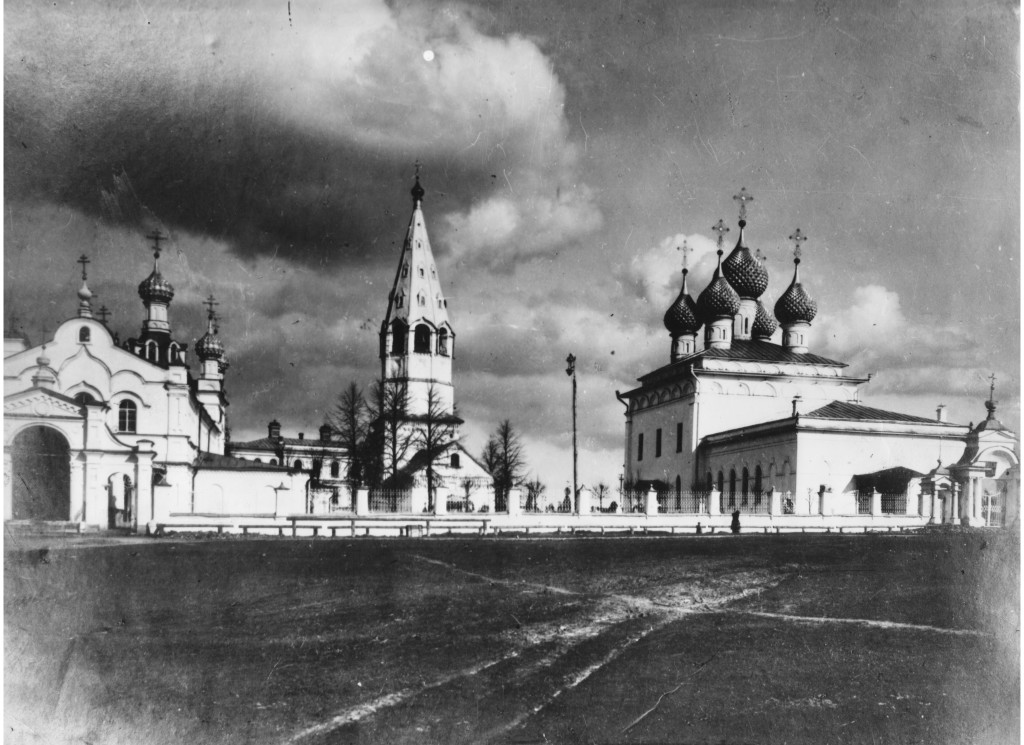
Соборная площадь в начале XX века

Статус города Тейково получило на IV Съезде Совета депутатов Ивановской области 6 сентября 1918 года. 
В 1932 г. на ситцевой фабрике вспыхнула забастовка рабочих против низкого уровня жизни (одновременно с общей стачкой текстильщиков в Вичуге).
За годы Великой Отечественной войны силами жителей города и окраинных деревень за три летних месяца был построен аэродром, а город стал центром формирования и обучения воздушно-десантных, артиллерийских, стрелковых и авиационных подразделений и частей. С 1961 года является местом дислокации гвардейского соединения РВСН (54-я гвардейская ракетная дивизия).

## Население
| 1859    | 1897    | 1905    | 1926    | 1931    | 1939    | 1959    | 1967    | 1970    | 1975    | 1979    |
| ------- | ------- | ------- | ------- | ------- | ------- | ------- | ------- | ------- | ------- | ------- |
| 1598    | ↗5780   | ↗7650   | ↗17 500 | ↗20 000 | ↗30 294 | ↘28 298 | ↗32 000 | ↗41 607 | ↗42 800 | ↘34 698 |
| 1989    | 1992    | 1996    | 1998    | 2000    | 2001    | 2002    | 2003    | 2005    | 2006    | 2007    |
| ↗38 276 | ↗38 500 | ↗38 800 | ↗39 100 | ↘38 500 | ↘38 300 | ↘36 686 | ↗36 700 | ↘36 000 | ↘35 600 | ↘35 300 |
| 2008    | 2009    | 2010    | 2011    | 2012    | 2013    | 2014    | 2015    | 2016    | 2017    | 2018    |
| ↘35 200 | ↗35 238 | ↘34 976 | ↗35 000 | ↘34 588 | ↘34 344 | ↘33 782 | ↘33 276 | ↘33 061 | ↘32 791 | ↘32 511 |
| 2019    | 2020    | 2021    |         |         |         |         |         |         |         |         |
| ↘32 033 | ↘31 801 | ↘31 305 |         |         |         |         |         |         |         |         |

На 1 января 2025 года по численности населения город находился на 490-м месте из 1124 городов Российской Федерации.
Национальный состав
По итогам переписи населения 2020 года проживали следующие национальности (национальности менее 0,1 % и другое, см. в сноске к строке «Другие»):
| Национальность | Численность, чел. | Доля     |
| -------------- | ----------------- | -------- |
| Русские        | 28 970            | 92,54 %  |
| Украинцы       | 229               | 0,73 %   |
| Армяне         | 179               | 0,57 %   |
| Азербайджанцы  | 173               | 0,55 %   |
| Татары         | 150               | 0,48 %   |
| Белорусы       | 79                | 0,25 %   |
| Таджики        | 54                | 0,17 %   |
| Молдаване      | 52                | 0,17 %   |
| Калмыки        | 41                | 0,13 %   |
| Узбеки         | 41                | 0,13 %   |
| Чуваши         | 37                | 0,12 %   |
| Табасараны     | 35                | 0,11 %   |
| Другие         | 1265              | 4,05 %   |
| Итого          | 31 305            | 100,00 % |

## Экономика
Город исторически является центром текстильной промышленности.
Крупнейшие предприятия:
- Тейковский ХБК — производство хлопчато-бумажных тканей;
- ООО «Ультрастаб» — производство георешётки и геоткани;
- ООО «Тейковский фанерный комбинат».

В 2010 г. отгружено товаров собственного производства, выполнено работ и услуг собственными силами по обрабатывающим видам деятельности по крупным и средним предприятиям — 3,49 млрд.руб.
В начале 2010 года в Тейковском ракетном соединении был поставлен на опытно-боевое дежурство первый полк с новым подвижным грунтовым ракетным комплексом РС-24 «Ярс».

## Транспорт

Центральная площадь

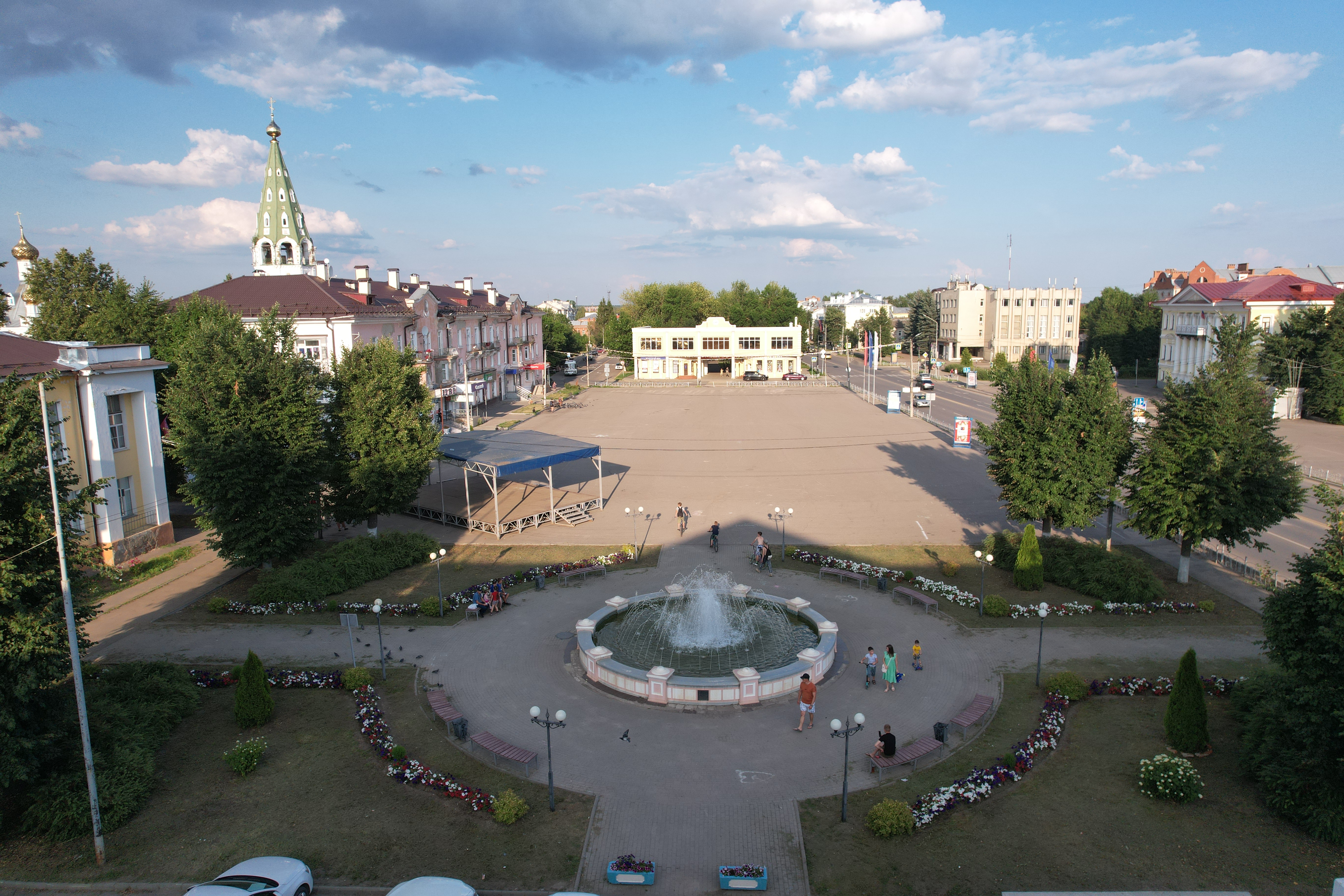
Центральная площадь города Тейково в 2022 г.

В городе располагается железнодорожная станция Тейково. На ней делает остановку поезд «Москва — Кинешма». Также является промежуточной станцией для пригородных поездов Иваново — Юрьев-Польский, Иваново — Тейково, Иваново — Гаврилов Посад, Иваново — Александров.
В городе также имеется автовокзал, осуществляется автобусное сообщение с городом Иваново.

## Образование
В городе действуют 6 общеобразовательных школ, 2 колледжа, Центр развития детского творчества, спортивная школа, стадион «Юность».
- школа № 1
- школа № 2 (район вокзала и Грозилово)
- гимназия № 3 (микрорайон Красные Сосенки, в Сосновом бору)
- школа № 4 (корпус №2 — начальная школа)
- школа № 10 (микрорайон Красные Сосенки)
- Тейковский индустриальный колледж имени Героя Советского Союза А. П. Буланова
- Тейковский многопрофильный колледж